# Cordillera de Sulaco
Cordillera de Sulaco är en ås i Honduras.   Den ligger i departementet Departamento de Comayagua, i den centrala delen av landet, 90 km norr om huvudstaden Tegucigalpa.